# 西諸県郡

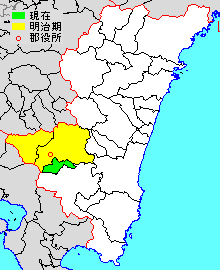
宮崎県西諸県郡の位置（緑：高原町）

西諸県郡（にしもろかたぐん）は、宮崎県の郡。
人口7,874人、面積85.39km²、人口密度92.2人/km²。（2025年2月1日、推計人口）
以下の1町を含む。
- 高原町（たかはるちょう）

## 郡域
1884年（明治17年）に行政区画として発足した当時の郡域は、上記1町に小林市・えびの市を加えた区域にあたる。

## 歴史

### 郡発足までの沿革
- 明治初年時点では全域が薩摩鹿児島藩領であった。「旧高旧領取調帳」に記載されている、諸県郡のうち後の本郡域の明治初年時点での村は以下の通り[1]。（45村）
  - 野尻郷（一部） - 紙屋村、麓村、三ヶ野山村
  - 高原郷 - 麓村、蒲牟田村、後川内村、広原村、
  - 小林郷 - 真方村、北西方村、南西方村、細野村、東方村、水流迫村、堤村
  - 須木郷 - 須木村
  - 飯野郷 - 大河平村、杉水流村、原田村、上江村、今西村、末永村、大明司村、前田村、坂元村、池島村
  - 加久藤郷 - 小田村、栗下村、東長江浦村、西長江浦村、灰塚村、永山村、榎田村、湯田村、西郷村、川北村
  - 馬関田郷 - 柳水流村、浦村、島内村、川北村
  - 吉田郷 - 岡松村、亀沢村、向江村、水流村、昌明寺村、内竪村
- 明治4年
  - 7月14日（1871年8月29日） - 廃藩置県により鹿児島県の管轄となる。
  - 11月14日（1871年12月25日） - 第1次府県統合により、後の西諸県郡域のうち大淀川以北（野尻郷・須木郷および小林郷のうち東方村）が美々津県、残部が都城県の管轄となる。
- 明治5年5月15日（1872年6月20日） - 後の西諸県郡域の全域が都城県の管轄となる。
- 明治6年（1873年）1月15日 - 全域が宮崎県（第1次）の管轄となる。
- 明治9年（1876年）8月21日 - 第2次府県統合により鹿児島県の管轄となる。
- 明治12年（1879年）2月17日 - 郡区町村編制法の鹿児島県での施行により、行政区画としての諸県郡が発足。郡役所が都城に設置。
- 明治16年（1883年）5月9日 - 宮崎県（第2次）が発足し、諸県郡のうち同県に所属する区域をもって北諸県郡が発足。

### 郡発足以降の沿革
- 明治17年（1884年）1月26日 - 北諸県郡のうち細野村ほか45村の区域をもって西諸県郡が発足。郡役所が小林に設置。
- 明治18年（1885年） - 2ヶ所存在した麓村が西麓村（高原郷）、東麓村（野尻郷）にそれぞれ改称。

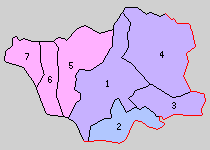
1.小林村 2.高原村 3.野尻村 4.須木村 5.飯野村 6.加久藤村 7.真幸村（紫：小林市 桃：えびの市 青：合併なし）

- 明治22年（1889年）5月1日 - 町村制の施行により、以下の各村が発足。（7村）
  - 小林村 ← 細野村、十日町[2]、五日町[2]、堤村、水流迫村、東方村、真方村、北西方村、南西方村（現・小林市）
  - 高原村 ← 後川内村、西麓村、蒲牟田村、広原村（現・高原町）
  - 野尻村 ← 紙屋村、東麓村、三ヶ野山村（現・小林市）
  - 須木村（単独村制。現・小林市）
  - 飯野村 ← 原田村、大河平村、杉水流村、前田村、坂元村、大明司村、末永村、上江村、今西村、池島村（現・えびの市）
  - 加久藤村 ← 小田村、栗下村、西長江浦村、東長江浦村、湯田村、西郷村、川北村［加久藤郷］[3]、灰塚村、永山村、榎田村（現・えびの市）
  - 真幸村 ← 水流村、川北村［馬関田郷］[4]、浦村、島内村、柳水流村、内竪村、亀沢村、向江村[5]、昌明寺村、岡松村（現・えびの市）
- 明治30年（1897年）4月1日 - 郡制を施行。
- 大正元年（1912年）11月5日 - 小林村が町制施行して小林町となる。（1町6村）
- 大正12年（1923年）4月1日 - 郡会が廃止。郡役所は存続。
- 大正15年（1926年）7月1日 - 郡役所が廃止。以降は地域区分名称となる。
- 昭和9年（1934年）10月5日 - 高原村が町制施行して高原町となる。（2町5村）
- 昭和15年（1940年）4月3日 - 飯野村が町制施行して飯野町となる。（3町4村）
- 昭和23年（1948年）4月1日 - 野尻村の一部（字大平山勝負を除く紙屋）が分立して紙屋村が発足。（3町5村）
- 昭和25年（1950年）4月1日（3町4村）
  - 小林町が市制施行して小林市となり、郡より離脱。
  - 真幸村が町制施行して真幸町となる。
- 昭和30年（1955年）2月11日（5町1村）
  - 野尻村・紙屋村が合併して野尻町が発足。
  - 加久藤村が町制施行して加久藤町となる。
- 昭和41年（1966年）11月3日 - 飯野町・加久藤町・真幸町が合併してえびの町が発足。（3町1村）
- 昭和45年（1970年）12月1日 - えびの町が市制施行してえびの市となり、郡より離脱。（2町1村）
- 平成18年（2006年）3月20日 - 須木村が小林市と合併し、改めて小林市が発足、郡より離脱。（2町）
- 平成22年（2010年）3月23日 - 野尻町が小林市に編入。（1町）

### 変遷表
| 明治22年以前 | 明治22年5月1日 | 明治22年 - 昭和19年 | 昭和20年 - 昭和29年   | 昭和30年 - 昭和64年      | 昭和30年 - 昭和64年    | 平成18年3月 - 平成22年3月    | 現在     |
| ------------ | -------------- | ------------------- | --------------------- | ------------------------ | ---------------------- | ---------------------------- | -------- |
|              | 高原村         | 昭和9年10月5日 町制 | 高原町                | 高原町                   | 高原町                 | 高原町                       | 高原町   |
|              | 小林村         | 大正1年11月5日 町制 | 昭和25年4月1日 市制   | 小林市                   | 小林市                 | 平成18年3月20日 小林市       | 小林市   |
|              | 須木村         | 須木村              | 須木村                | 須木村                   | 須木村                 | 平成18年3月20日 小林市       | 小林市   |
|              | 野尻村         | 野尻村              | 野尻村                | 昭和30年2月11日 野尻町   | 昭和30年2月11日 野尻町 | 平成22年3月23日 小林市に編入 | 小林市   |
|              | 野尻村         | 野尻村              | 昭和23年4月1日 紙屋村 | 昭和30年2月11日 野尻町   | 昭和30年2月11日 野尻町 | 平成22年3月23日 小林市に編入 | 小林市   |
|              | 飯野村         | 昭和15年4月3日 町制 | 飯野町                | 昭和41年11月3日 えびの町 | 昭和45年12月1日 市制   | えびの市                     | えびの市 |
|              | 真幸村         | 真幸村              | 昭和25年4月1日 町制   | 昭和41年11月3日 えびの町 | 昭和45年12月1日 市制   | えびの市                     | えびの市 |
|              | 加久藤村       | 加久藤村            | 昭和30年2月11日 町制  | 昭和41年11月3日 えびの町 | 昭和45年12月1日 市制   | えびの市                     | えびの市 |

## 行政
歴代郡長
特記なき場合『西諸県郡誌』による。
| 代 | 氏名       | 就任年月日             | 退任年月日                | 備考                   |
| -- | ---------- | ---------------------- | ------------------------- | ---------------------- |
| 1  | 隈元棟貫   | 明治17年（1884年）7月  | 明治24年（1891年）10月    |                        |
| 2  | 竹内実知   | 明治24年（1891年）10月 | 明治25年（1892年）6月     |                        |
| 3  | 田屋勝     | 明治25年（1892年）6月  | 明治29年（1896年）8月     |                        |
| 4  | 多田信     | 明治29年（1896年）8月  | 明治37年（1896年）12月    |                        |
| 5  | 小幡忠蔵   | 明治37年（1896年）12月 | 明治40年（1907年）1月     |                        |
| 6  | 米良宇三郎 | 明治40年（1907年）1月  | 明治41年（1908年）2月     |                        |
| 7  | 山内卯太郎 | 明治41年（1908年）2月  | 明治43年（1910年）6月     |                        |
| 8  | 岩手千秋   | 明治43年（1910年）6月  | 明治45年（1912年）7月     |                        |
| 9  | 岡田純夫   | 明治45年（1912年）7月  | 大正5年（1916年）1月      |                        |
| 10 | 大野正太   | 大正5年（1916年）1月   | 大正7年（1918年）8月      |                        |
| 11 | 成合徳次   | 大正7年（1918年）8月   | 大正8年（1919年）8月      |                        |
| 12 | 乙森仲介   | 大正8年（1919年）8月   | 大正9年（1920年）11月     |                        |
| 13 | 盛戸幡龍   | 大正9年（1920年）11月  | 大正11年（1922年）3月     |                        |
| 14 | 川澄民七   | 大正11年（1922年）3月  | 大正11年（1922年）4月     |                        |
| 15 | 中谷昌左   | 大正11年（1922年）4月  | 大正13年（1924年）8月     |                        |
| 16 | 獅子目賢輔 | 大正13年（1924年）8月  | 大正14年（1925年）11月    |                        |
| 17 | 外所重一   | 大正14年（1925年）11月 | 大正15年（1926年）6月30日 | 郡役所廃止により、廃官 |

## 関連文献
- 『西諸県郡史蹟名勝誌』西諸県郡、1921年。NDLJP:963673。